# Maria Selvaggia Borghini
Maria Selvaggia Borghini (ur. 7 lutego 1654 w Pizie, zm. 22 lutego 1731 tamże1731) – włoska poetka i tłumaczka. 

## Życiorys
Była córką pizańczyka Piera Antonia Borghiniego i florentynki Cateriny Cosci. Należała do Akademii Arkadyjskiej. Przełożyła wybrane dzieła Tertuliana.